# Brushita
La brushita és un mineral de la classe dels minerals fosfats. Va ser descoberta l'any 1864 a l'illa d'Aves a Nova Esparta (Veneçuela), sent nomenada així en honor de George J. Brush, mineralogista nord-americà.
Un sinònim poc usat és epiglaubita.

## Característiques químiques
És un fosfat hidratat de calci amb anions addicionals hidroxil, de fórmula química Ca(PO₃OH)(H₂O)₂. Isoestructural amb el mineral de guix (CaSO₄·2H₂O). És l'anàleg amb fosfat de la farmacolita (Ca(AsO₃OH)·2H₂O).

## Formació i jaciments
És un dels més comuns minerals trobats a les coves en forma de crostes, en dipòsits de guano i en fosforites, format a partir de la reacció de solucions riques en fosfat amb calcita i argila. Pot aparèixer en roques sedimentàries fosfatades.
És un dels elements constitutius que formen el riu de llet de lluna de 150 metres de llarg descobert en 2004 en una cova de la muntanya Hernio a Guipúscoa (Espanya). Als territoris de parla catalana va ser descrita a les coves del Salnitre (Collbató).
Sol trobar-se associat a altres minerals com: tanarakita, ardealita, hidroxilapatita, variscita o guix.